# Patronessen-Polka
Die Patronessen-Polka ist eine Polka française von Johann Strauss Sohn (op. 286). Das Werk wurde am 2. Februar 1864 im Sofienbad-Saal in Wien erstmals aufgeführt.

## Einzelnachweis
1. ↑  Quelle: Englische Version des Booklets (Seite 60) in der 52 CDs umfassenden Gesamtausgabe der Orchesterwerke von Johann Strauß (Sohn), Hrsg. Naxos (Label). Das Werk ist als fünfter Titel auf der 21. CD zu hören.